# 環境基本法
環境基本法（かんきょうきほんほう、Basic Environment Law、平成5年11月19日法律第91号）は、日本の環境政策の根幹に関する基本法である。

## 概要
環境基本法制定以前には、公害対策基本法で公害対策を、自然環境保全法で自然環境対策を行っていたが、複雑化・地球規模化する環境問題に対応できないことから制定された。
環境基本法の施行により、公害対策基本法は廃止され、自然環境保全法も環境基本法の趣旨に沿って改正された。
環境基本法は、日本の環境政策の根幹を定める基本法であり、環境基準の設定や環境基本計画の策定など具体的な施策に関する規定（実体規定）も含まれるが、その大半は施策の方向性を示すいわゆるプログラム規定で構成され、具体的施策は規定の趣旨に基づく個別の法制上および財政上の措置により実施される。
循環型社会形成推進基本法および生物多様性基本法は、この環境基本法の基本理念に基づき制定される下位法として位置付けられる基本法である。これらは、それぞれ循環型社会の形成および生物多様性に関する個別法に対しては上位法としての位置づけを有する。

## 構成
- 第一章 総則（第1条―第13条）
- 第二章 環境の保全に関する基本的施策
  - 第一節 施策の策定等に係る指針（第14条）
  - 第二節 環境基本計画（第15条）
  - 第三節 環境基準（第16条）
  - 第四節 特定地域における公害の防止（第17条・第18条）
  - 第五節 国が講ずる環境の保全のための施策等（第19条―第31条）
  - 第六節 地球環境保全等に関する国際協力等（第32条―第35条）
  - 第七節 地方公共団体の施策（第36条）
  - 第八節 費用負担等（第37条―第40条の2）
- 第三章 環境の保全に関する審議会その他の合議制の機関等
  - 第一節 環境の保全に関する審議会その他の合議制の機関（第41条―第44条）
  - 第二節 公害対策会議（第45条・第46条）

- 附則

## 総則

### 目的
環境の保全について、基本理念を定め、国、地方公共団体、事業者及び国民の責務を明らかにするとともに、環境の保全に関する施策の基本となる事項を定めることにより、環境の保全に関する施策を総合的かつ計画的に推進し、現在及び将来の国民の健康で文化的な生活の確保に寄与するとともに人類の福祉に貢献することである。（第1条）

### 定義
「環境への負荷」、「地球環境保全」および「公害」について定義している。（第2条）
環境への負荷
人の活動により環境に加えられる影響であって、環境の保全上の支障の原因となるおそれのあるもの
地球環境保全
人の活動による地球全体の温暖化又はオゾン層の破壊の進行、海洋の汚染、野生生物の種の減少その他の地球の全体又はその広範な部分の環境に影響を及ぼす事態に係る環境の保全であって、人類の福祉に貢献するとともに国民の健康で文化的な生活の確保に寄与するもの
公害
環境の保全上の支障のうち、事業活動その他の人の活動に伴って生ずる相当範囲にわたる大気の汚染、水質の汚濁、土壌の汚染、騒音、振動、地盤の沈下及び悪臭によって、人の健康又は生活環境に係る被害が生ずること
これら、掲げられる7つの公害の要素を「典型七公害」と呼ぶことがある。

### 基本理念
第3条から第5条の規定は、環境の保全に係る基本理念である。
- 環境の恵沢の享受と継承（第3条）
  - 環境の保全を行わなければならないの根本理由を「現在及び将来の世代の人間が健全で恵み豊かな環境の恵沢を享受するとともに人類の存続の基盤である環境が将来にわたって維持されるように」することとしている。
- 環境への負荷の少ない持続的発展が可能な社会の構築（第4条）
  - 加害者と被害者の境界が曖昧となる今日の環境問題を踏まえ、社会のあり方そのものを環境負荷の少ない、持続的発展が可能なものにしていく必要があることとしている。
- 国際的協調による地球環境保全の積極的推進（第5条）
  - 今日の環境問題が地球規模の広がりを見せることから、地球環境保全について国際的強調による積極的推進を図ることを基本理念の1つとして掲げている。

### 責務規定
第6条から第9条に掛けては、国（第6条）、地方公共団体（第7条）、事業者（第8条）および国民（第9条）の各主体の責務が規定されている。

### 総則に定められるその他の事項
その他総則には、環境の日（第10条）、法制上の措置（第11条）、年次報告（第12条）が定められている。
環境の日
毎年6月5日を環境の日として定めている。これは、1972年6月5日にストックホルムで開催された国連人間環境会議を記念して、制定されたものである。また、日本の提案により国連でも6月5日を世界環境デーとして制定し、各国においても環境問題に対する普及啓発活動を行っている。
年次報告
「環境白書」として毎年6月に公表されている。
第13条では、放射性物質に係る大気汚染、水質汚濁および土壌汚染の防止に係る措置については、原子力基本法等によることとし、本法律の範囲外であることを定めていたが、第180回国会において成立した原子力規制委員会設置法附則第51条により、環境基本法第13条の規定は、削除された。

## 基本的施策
第2章においては、本法に基づき展開される法令・施策等の基本指針となる「施策の策定等に係る指針」や、環境基本計画、環境基準などが定められる。
施策の策定等に係る指針
施策の策定および実施は、基本理念にのっとり、次に掲げる事項（環境保全の範囲と解される）の確保を旨として、各種の施策相互の有機的な連携を図りつつ総合的かつ計画的に行うことを示している。（第14条）
- 人の健康が保護され、及び生活環境が保全され、並びに自然環境が適正に保全されるよう、大気、水、土壌その他の環境の自然的構成要素が良好な状態に保持されること。
- 生態系の多様性の確保、野生生物の種の保存その他の生物の多様性の確保が図られるとともに、森林、農地、水辺地等における多様な自然環境が地域の自然的社会的条件に応じて体系的に保全されること。
- 人と自然との豊かな触れ合いが保たれること。

- 環境基本計画の策定（第15条）
- 環境基準の設定（第16条）
- 特定地域における公害の防止（公害防止計画）（第17,18条）
- 環境保全のための施策
  - 国の施策の策定等に当たっての配慮（第19条）
  - 環境影響評価の推進（第20条）
  - 環境保全のための規制と経済的措置（第21,22条）
  - 環境の保全に関する施設の整備その他の事業の推進（第23条）
  - 環境への負荷の低減に資する製品等の利用の促進（第24条）
  - 環境教育・環境学習の推進（第25条）
  - 民間団体等の自発的な環境保全活動の促進（第26条）
  - 環境教育・環境学習及び環境保全活動の促進のための情報の提供（第27条）
  - 環境調査・環境監視（第28,29条）
  - 環境の保全に関する科学技術の振興（第30条）
  - 公害紛争の処理・公害被害の救済（第31条）
- 地球環境保全等に関する国際協力（第32,33,34,35条）
- 地方公共団体の施策（第36条）
- 費用負担等
  - 公害等に係る支障の予防に係る措置の実施に関する原因者負担（第37条）
  - 自然環境保全のための事業の実施に関する受益者負担（第38条）
  - 地方公共団体に対する財政措置等（第39条）
  - 国及び地方公共団体の協力（第40条）

## 環境審議会等
第3章においては、環境の保全に関する審議会その他の合議制の機関（いわゆる「環境審議会」）と、公害対策会議について定めている。
- 環境の保全に関する審議会その他の合議制の機関（環境審議会）
  - 中央環境審議会（第41条）
  - 都道府県の環境の保全に関する審議会その他の合議制の機関（第43条）
  - 市町村の環境の保全に関する審議会その他の合議制の機関（第44条）
- 公害対策会議（第45～46条）

## 環境基本法の体系
循環型社会形成推進基本法および生物多様性基本法は、この環境基本法の基本理念に基づき制定される下位法として位置付けられる基本法である。これらは、それぞれ循環型社会の形成および生物多様性に関する個別法に対しては上位法としての位置づけを有する。
- 環境影響評価の推進（第20条）
  - 環境影響評価法

- 環境の保全上の支障を防止するための規制（第21条）
  - 大気汚染：大気汚染防止法 - 道路交通法 - スパイクタイヤ粉じんの発生の防止に関する法律 - 電気事業法 - ガス事業法 - 自動車から排出される窒素酸化物及び粒子状物質の特定地域における総量の削減等に関する特別措置法
  - 水質汚濁：水質汚濁防止法 - 下水道法 - 浄化槽法 - 海洋汚染等及び海上災害の防止に関する法律 - 瀬戸内海環境保全特別措置法 - 湖沼水質保全特別措置法
  - 土壌汚染：土壌汚染対策法 - 農用地の土壌の汚染防止等に関する法律
  - 悪臭：悪臭防止法 - 化製場等に関する法律
  - 騒音：騒音規制法 - 道路交通法 - 公共用飛行場周辺における航空機騒音による障害の防止等に関する法律
  - 振動：振動規制法 - 道路交通法
  - 地盤沈下：工業用水法 - 建築物用地下水の採取の規制に関する法律
  - 化学物質：特定化学物質の環境への排出量の把握等及び管理の改善の促進に関する法律 - 化学物質の審査及び製造等の規制に関する法律 - ダイオキシン類対策特別措置法 - 農薬取締法 - 特定有害廃棄物等の輸出入等の規制に関する法律
  - 土地利用等の規制：国土利用計画法 - 都市計画法 - 建築基準法 - 幹線道路の沿道の整備に関する法律 - 特定空港周辺航空機騒音対策特別措置法 - 工場立地法
  - 自然環境の保全：自然環境保全法 - 自然公園法 - 瀬戸内海環境保全特別措置法  - 首都圏近郊緑地保全法 - 近畿圏の保全区域の整備に関する法律 - 古都における歴史的風土の保存に関する特別措置法 - 生産緑地法
  - 自然物の適正な保護：鳥獣の保護及び狩猟の適正化に関する法律 - 絶滅のおそれのある野生動植物の種の保存に関する法律 - 特定外来生物による生態系等に係る被害の防止に関する法律 - 文化財保護法 - 温泉法 - 都市の美観風致を維持するための樹木の保存に関する法律 - 南極地域の環境の保護に関する法律

- 環境の保全に関する施設の整備その他の事業の推進（第23条）
  - 下水道法 - 廃棄物の処理及び清掃に関する法律 - 森林法 - 都市緑地法 - 都市公園法

- 環境への負荷の低減に資する製品等の利用の促進（第24条）
  - 国等による環境物品等の調達の推進等に関する法律

- 環境の保全に関する教育、学習等（第25条）
  - 環境の保全のための意欲の増進及び環境教育の推進に関する法律

- 民間団体等の自発的な活動を促進するための措置（第26条）

- 情報の提供（第27条）
  - 環境情報の提供の促進等による特定事業者等の環境に配慮した事業活動の促進に関する法律

- 公害に係る紛争の処理及び被害の救済（第31条）
  - 公害紛争処理法 - 公害健康被害の補償等に関する法律 - 水俣病の認定業務の促進に関する臨時措置法

- 地球環境保全等に関する国際協力等（第32条）
  - 特定物質の規制等によるオゾン層の保護に関する法律 - フロン類の使用の合理化及び管理の適正化に関する法律 - 海洋汚染等の防止及び海上災害の防止に関する法律

- 原因者負担（第37条）
  - 公害防止事業費事業者負担法 - 公害の防止に関する事業に係る国の財政上の特別措置に関する法律 - 特定工場における公害防止組織の整備に関する法律

## 所轄官庁
- 環境省